# Rally Sur do Condado de 2016
El Rally Sur do Condado de 2016 fue la 13.ª edición y la quinta ronda de la temporada 2016 del Campeonato de Galicia de Rally. Se celebró del 8 al 10 de julio, donde Alberto Meira se adjudicó la cuarta victoria en esta prueba.

## Inscripción

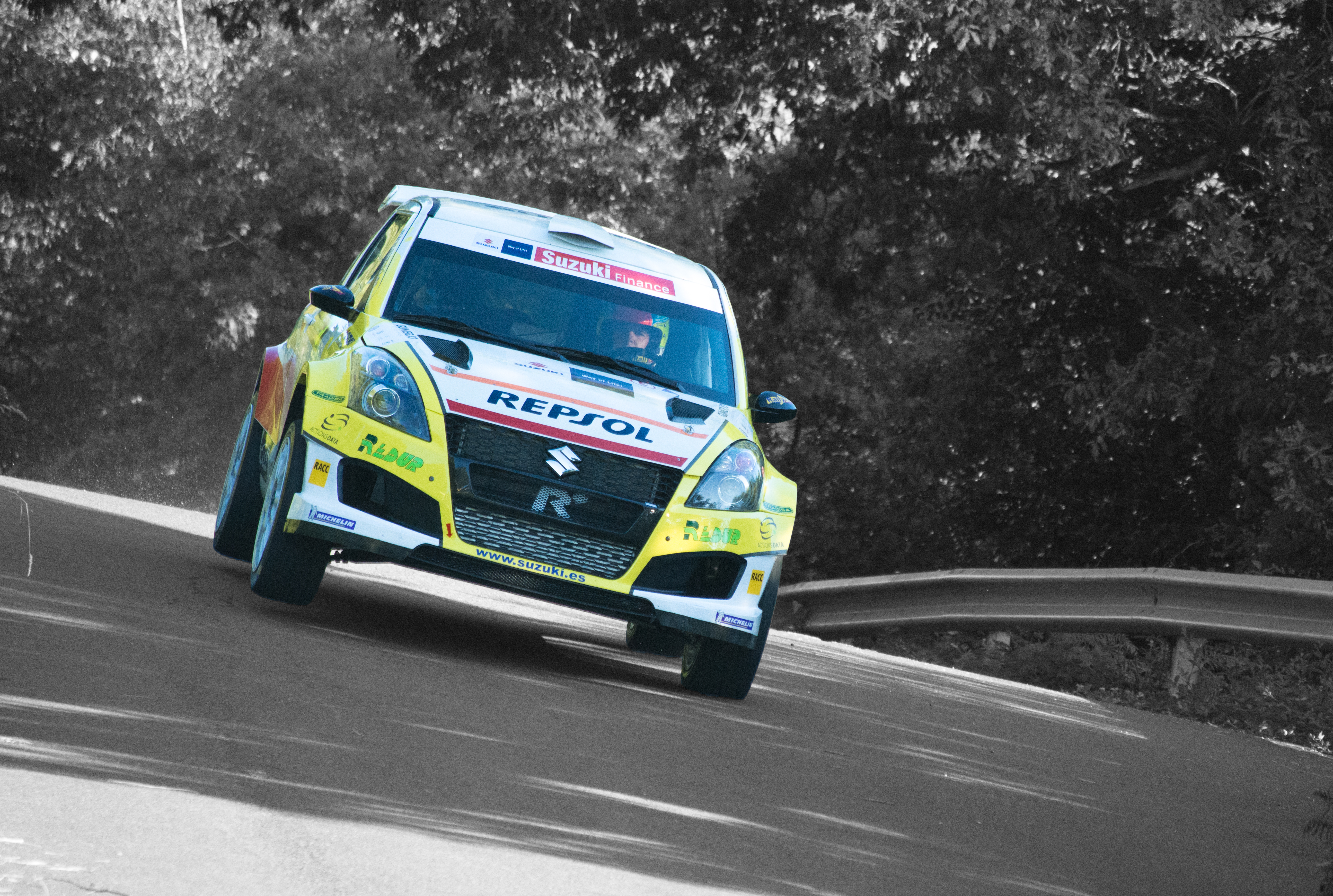
Gorka Antxustegi en el tramo de A Cañiza

Las 150 plazas máximas permitidas por el reglamento de la F.G.A. quedaron cubiertas antes de la hora límite. La principal ausencia era la de Javier Martínez Carracedo con su Renault 5 GT Turbo.
Suzuki eligió en esta prueba para el desarrollo de su vehículo, el Swift R+ de Gorka Antxustegui y Alberto Iglesias Pin.

## Desarrollo

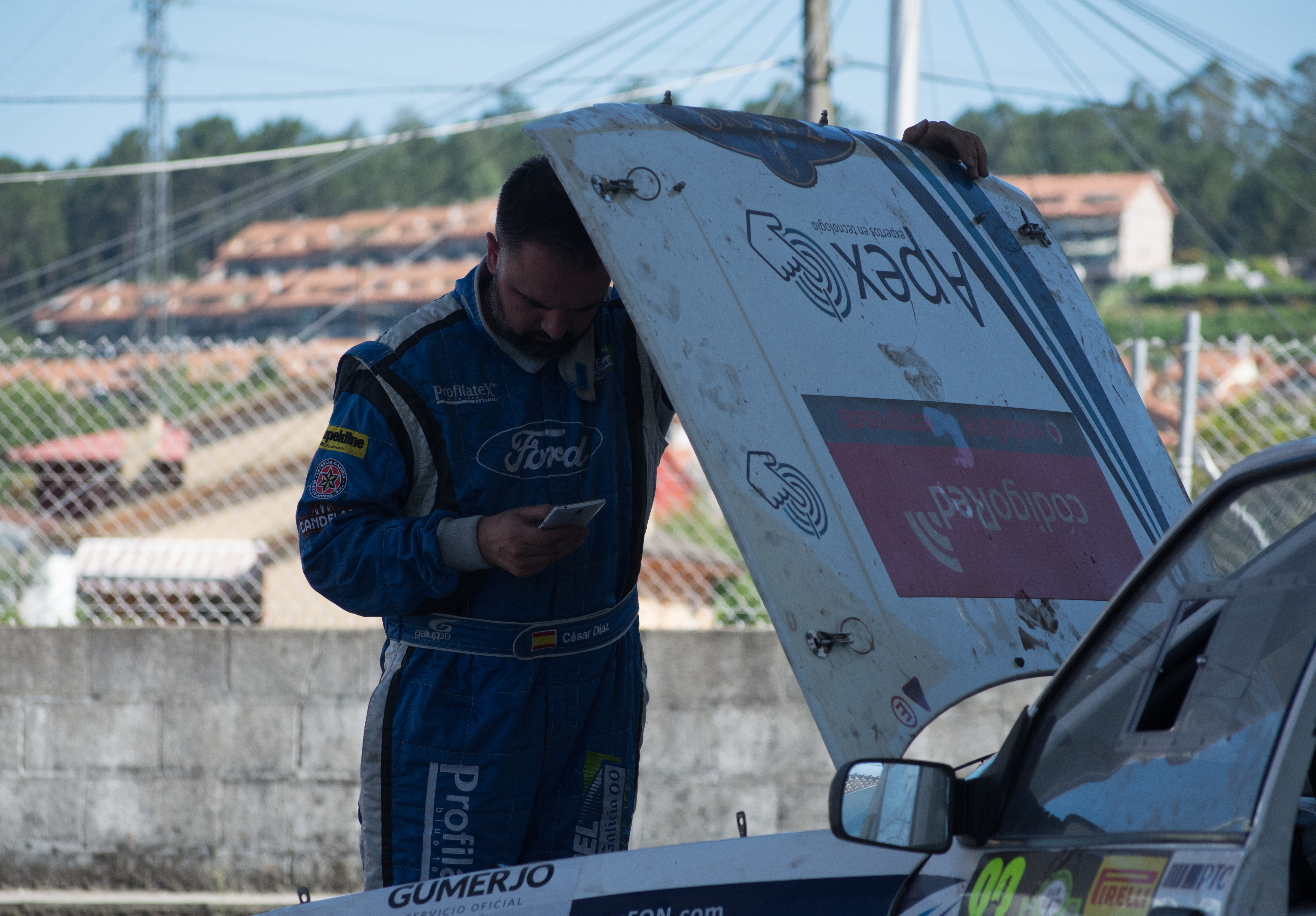
César Díaz Pérez, ganador de la anterior copa Seguro X Días en el rally de Narón, tendría que abandonar

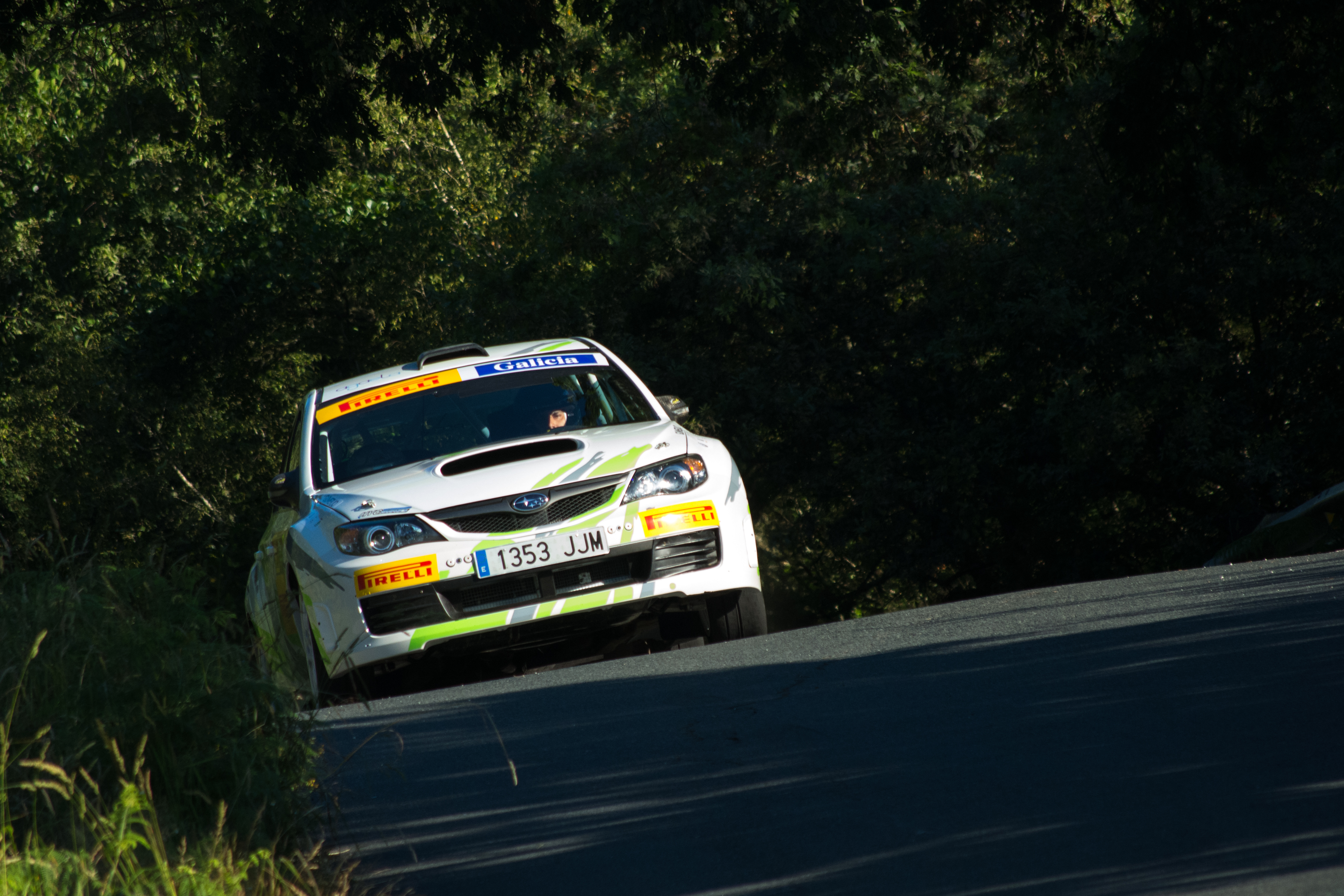
Felix Macias lograba la segunda posición

En el tercer tramo, Iago Caamaño se salía de pista y tenía que abandonar. Gorka Antxustegui, que iba tercero, tuvo problemas con su Suzuki Swift R+ en el último tramo de la jornada matutina, dejaban a Alberto Meira líder con más de un minuto de ventaja sobre el segundo clasificado, posición que ocupaba Felix Macías, que lucharía toda la tarde con Jorge Pérez Oliveira que era tercero.
Gorka Antxustegui quedó en la decimonovena posición. En la Copa Seguro X Días, Borja Acuña se llevó la victoria por 3,5 segundos por delante de Iago Gabeiras. Juan Carlos Castro "Piru" llegaba líder en la Copa Recalvi, pero terminaría abandonado, llevándose la victoria Iván Cid. En la copa Pirelli AMF, Pablo Moledo se hizo con la primera posición con su Citroën Saxo, a 12,707 quedaría Heriberto Arán con su Citroën C2 GT. En la Top Ten Pirelli, Felix Macía hacía el mejor tiempo, mientras que en la copa Volante FGA sería Álvaro Méndez quién lo haría con su Peugeot 106. Jorge Pérez Oliveira lograba la copa ELF, en la que sólo competía con Celestino Iglesias Duarte con su Citroën Saxo Kit Car.

## Itinerario

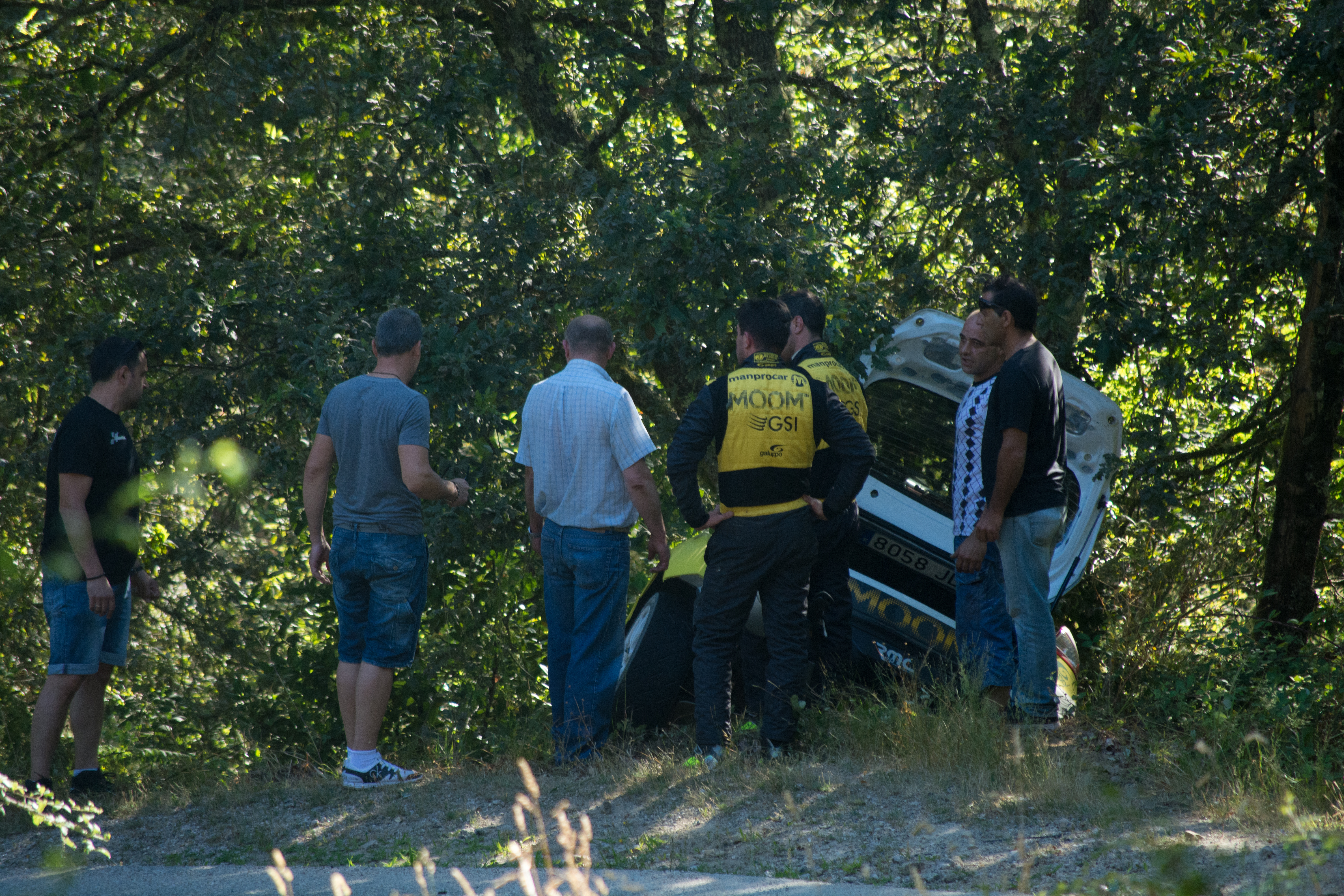
Iago Caamaño abandonaba tras una salida de pista en el tramo de Puentareas

Un total de doce tramos, con tres superiores a diez kilómetros, sería el de Arbo el más corto debido a la reducción en la parte final del tramo, ya que hubo desprendimientos de tierra.
| Día   | Tramo | Nombre                          | Distancia | Hora  | Ganador           | Tiempo   | Coc. finalizados | Líder rally   |
| ----- | ----- | ------------------------------- | --------- | ----- | ----------------- | -------- | ---------------- | ------------- |
| Día 1 | TC1   | Transportes Augusto (A Cañiza)  | 10,1      | 8:38  | Alberto Meira     | 6:22.880 | 140              | Alberto Meira |
| Día 1 | TC2   | Exinor (Covelo-Mondariz)        | 9,9       | 9:22  | Alberto Meira     | 5:48.686 | 136              | Alberto Meira |
| Día 1 | TC3   | Electricidad Condado (Picaraña) | 8,9       | 9:59  | Alberto Meira     | 5:57.421 | 127              | Alberto Meira |
| Día 1 | TC4   | Transportes Augusto (A Cañiza)  | 10,1      | 12:30 | Alberto Meira     | 6:23.298 | 116              | Alberto Meira |
| Día 1 | TC5   | Exinor(Covelo-Mondariz)         | 9,9       | 13:14 | Alberto Meira     | 5:49.979 | 109              | Alberto Meira |
| Día 1 | TC6   | Electricidad Condado (Picaraña) | 8,9       | 13:51 | Jorge Pérez       | 6:10.697 | 104              | Alberto Meira |
| Día 1 | TC7   | Gasolinera Pardo (Arbo)         | 8,2       | 16:56 | Alberto Meira     | 4:59.492 | 95               | Alberto Meira |
| Día 1 | TC8   | Talleres Sermiño (Salceda)      | 10,1      | 17:46 | Alberto Meira     | 7:38.182 | 92               | Alberto Meira |
| Día 1 | TC9   | Electrogranxa (Salvatierra)     | 10,1      | 18:30 | Alberto Meira     | 6:32.360 | 86               | Alberto Meira |
| Día 1 | TC10  | Gasolinera Pardo (Arbo)         | 8,2       | 20:22 | Gorka Antxustegui | 5:01.211 | 83               | Alberto Meira |
| Día 1 | TC11  | Talleres Sermiño (Salceda)      | 10,1      | 21:11 | Jorge Pérez       | 7:35.296 | 81               | Alberto Meira |
| Día 1 | TC12  | Electrogranxa (Salvatierra)     | 10,1      | 21:55 | Gorka Antxustegui | 6:33.406 | 79               | Alberto Meira |

## Clasificación final

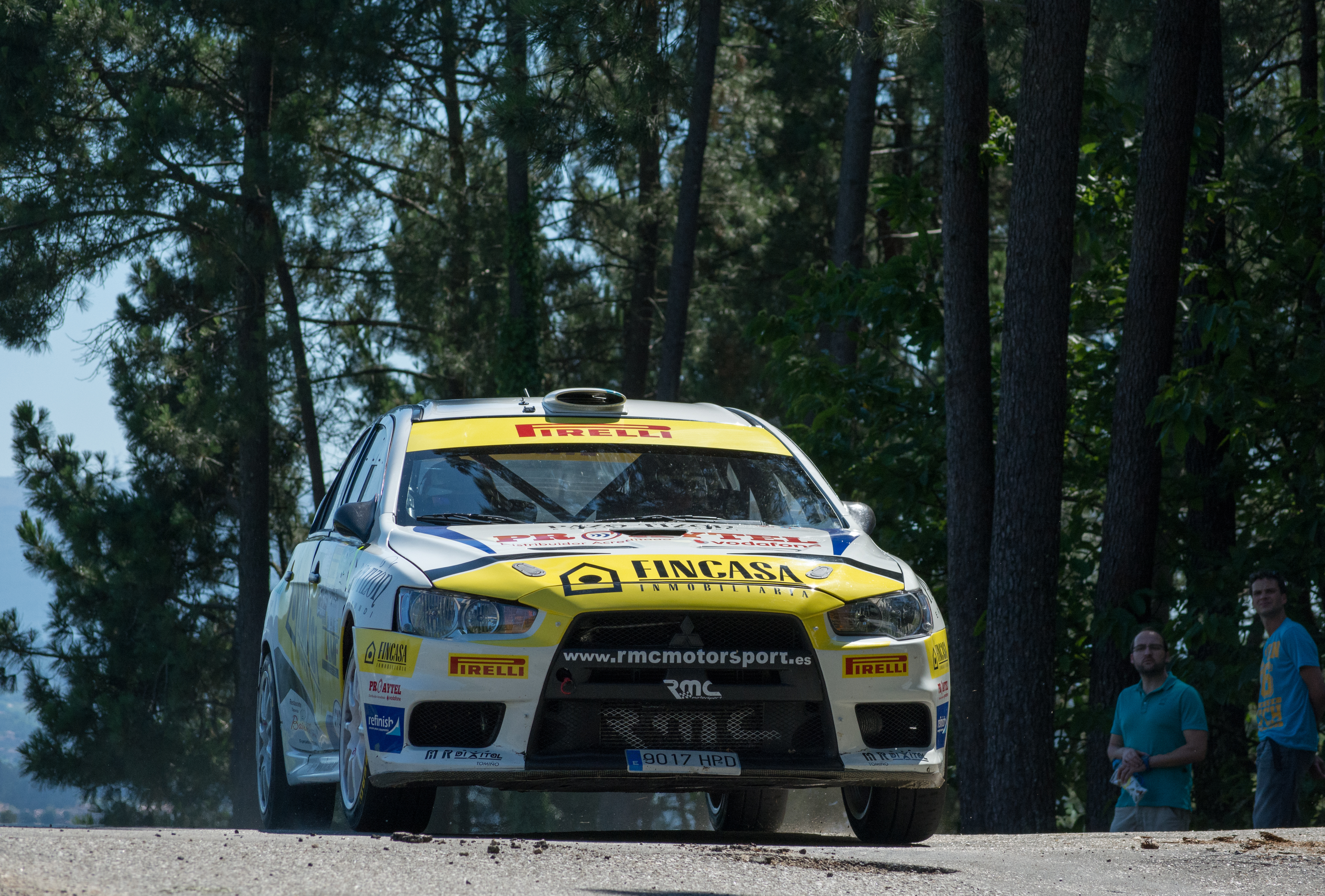
Aberto Meira se hacía con la victoria de principio a fin

| Pos. | Piloto               | Copiloto              | Automóvil                      | Tiempo      | Diferencia |
| ---- | -------------------- | --------------------- | ------------------------------ | ----------- | ---------- |
| 1.   | Alberto Meira        | David Vázquez Liste   | Mitsubishi Lancer Evolution X  | 1h15:25.220 |            |
| 2.   | Felix Macías         | Mónica Álvarez        | Subaru Impreza WRX STI         | 1h16:23.861 | +58.641    |
| 3.   | Jorge Pérez          | Alejo Souto           | Renault Clio R3                | 1h16:40.159 | +1:14.939  |
| 4.   | Iago Silva           | Diego Grande          | Peugeot 208 R2                 | 1h17:23.675 | +1:58.455  |
| 5.   | Carlos Araujo        | José Carlos Rodríguez | Mitsubishi Lancer Evolution VI | 1h18:12.944 | +2:47.724  |
| 6.   | Pedro Tapia          | Marcos Gude           | Mitsubishi Lancer Evolution VI | 1h18:23.368 | +2:58.148  |
| 7.   | Javier Pardo         | José Vieitez          | Peugeot 208 R2                 | 1h19:51.796 | +4:26.576  |
| 8.   | Álvaro Méndez        | David Enríquez        | Peugeot 106                    | 1h19:53.132 | +4:27.912  |
| 9.   | Alberto Nimo         | José Antonio Pintor   | Mitsubishi Lancer Evolution X  | 1h20:22.756 | +4:57.536  |
| 10.  | Álvaro Pérez Abeijon | Brais Miron           | Citroën C2 GT                  | 1h20:38.866 | +5:13.646  |

## Trofeos
- Campeonato de Galicia de Rallyes sobre asfalto (Grupos N,A,X,H,T e G). Coef.8
- Copa de Galicia de Rallyes para pilotos (Grupos N,A,X,H,T e G).
- Copa de Galicia de Rallyes para navegantes (Grupos N,A,X,H,T e G).
- Copa de Galicia de Rallyes para el grupo N.
- Copa de Galicia de Rallyes para el grupo A.
- Copa de Galicia de Rallyes para el grupo X.
- Copa de Galicia de Rallyes para el grupo G.
- Copa de Galicia de Rallyes para el grupo T.
- Copa de Galicia de Rallyes para el grupo H.
- Copa de Galicia de Rallyes para Escuderías (Grupos N, A, X, H, T e G).
- Copa de Galicia de Rallyes para marcas de pneumáticos.(Grupos N, e A).
- 7ª Copa Top Ten Pirelli
- 11º Volante FGA Galicia
- 7º Copa Pirelli AMF Motorsport
- 2ª Copa Seguro X Dias
- 5ª Copa ELF Galicia
- 1ª Copa Rallycar‐RMOPartsHistoric.
- 2ª Copa Iniciación Recalvi.